# Asystasia linearis
Asystasia linearis är en akantusväxtart som beskrevs av Spencer Le Marchant Moore. Asystasia linearis ingår i släktet Asystasia och familjen akantusväxter. Inga underarter finns listade i Catalogue of Life.